# Pablo Durán
Pour les articles homonymes, voir Duran.
Durán  Fernández est un nom espagnol. Le premier nom de famille, en général paternel, est Durán ; le second, en général maternel, souvent omis, est Fernández.
Pablo Durán Fernández, né le 25 mai 2001 à Tomiño, est un footballeur professionnel espagnol qui évolue au poste d'attaquant au RC Celta.

## Statistiques

### En club
| Saison                | Club                  | Championnat           | Championnat | Championnat | Championnat | Coupe(s) nationale(s) | Coupe(s) nationale(s) | Coupe(s) nationale(s) | Total | Total | Total |
| Saison                | Club                  | Division              | M.          | B.          | P.d.        | M.                    | B.                    | P.d.                  | M.    | B.    | P.d.  |
| 2020-2021             | Porriño Industrial    | Preferente de Galicia | 10          | 9           | -           | -                     | -                     | -                     | 10    | 9     | 0     |
| 2021-2022             | SD Compostelle        | Segunda Federación    | 32          | 8           | -           | -                     | -                     | -                     | 32    | 8     | 0     |
| 2022-2023             | Celta de Vigo B       | Primera Federación    | 26+2        | 2+0         | 2+0         | -                     | -                     | -                     | 28    | 2     | 2     |
| 2023-2024             | Celta de Vigo B       | Primera Federación    | 37+2        | 12+1        | 5+0         | -                     | -                     | -                     | 39    | 13    | 5     |
| Sous-total            | Sous-total            | Sous-total            | 67          | 15          | 7           | -                     | -                     | -                     | 67    | 15    | 7     |
| 2022-2023             | Celta de Vigo         | La Liga               | 4           | 0           | 0           | 1                     | 0                     | 0                     | 5     | 0     | 0     |
| 2024-2025             | Celta de Vigo         | La Liga               | 11          | 3           | 1           | 4                     | 2                     | 2                     | 15    | 5     | 3     |
| Sous-total            | Sous-total            | Sous-total            | 15          | 3           | 1           | 5                     | 2                     | 2                     | 20    | 5     | 3     |
| Total sur la carrière | Total sur la carrière | Total sur la carrière | 124         | 18          | 8           | 5                     | 2                     | 2                     | 129   | 20    | 10    |